# احتجاجات دمشق 1920
احتجاجات دمشق 1920 هي احتجاجات شعبية وأعمال شغب وقعت في دمشق بعد قبول حكومة المملكة السورية العربية قبول الانتداب وحل الجيش تنفيذًا لإنذار غورو. وقعت في يومي 20 - 21 يوليو وكان لها ارتدادات جانبية يومي 22 - 23 يوليو، قبل معركة ميسلون ودخول الجيش الفرنسي للعاصمة يومي 24 - 25 يوليو.

## خلفية
نودي بسوريا المستقلة باسم المملكة السورية العربية وعاصمتها دمشق وملكها فيصل بن الحسين على يد المؤتمر السوري العام في 8 مارس 1920، غير أن الحلفاء رفضوا الاعتراف بشرعية هذا الكيان. وفي 26 أبريل 1920 انعقد مؤتمر سان ريمو، والذي وضعت فيه اتفاقية سايكس بيكو فيد التنفيذ؛ وتقرر فيه رسميًا الانتداب الفرنسي على سوريا رسميًا من جهة، وتقسيم بلاد الشام من جهة ثانية. كلا الموضوعين، رفضا بشكل «تام وقاطع» من قبل الحكومة السورية والمؤتمرالسوري العام.
حاول الملك فيصل تهدئة الأجواء بأن شكّل لجنة من المؤتمر في 8 يونيو لتشاركه في رسم السياسة الناجعة «لتجنيب البلاد الأخطار المحدقة بها». كان الملك فيصل ومعه المعتدلين الوطنيين، يميلون لقبول الانتداب واستقلال لبنان وسلخ فلسطين؛ ضمن اتفاق فيصل - كليمنصو الذي عقد بشكل سرّي في يناير 1920، ولم ينشر آنذاك. وعلى أرض الواقع، لم يكن للبلاد جيش أو قوّة عسكرية معتبرة لردع الفرنسيين عسكريًا، ولم يكن لديها حليف سياسي قوي ليكبح فرنسا سياسيًا، ولذلك كان الملك يميل لقبول مقررات مؤتمر سان ريمو.
في 14 يوليو وجه غورو إنذاره الشهير للحكومة السورية والذي نصّ على قبول الانتداب وتسريح الجيش السوري وقبول انتشار الجيش الفرنسي؛ نصّ الإنذار على أن فرنسا ستطبقه بالقوّة في حال رفضت سوريا تطبيقه سلمًا.

## سير الأحداث
مالت الحكومة لقبول الإنذار وكذلك المؤتمر السوري العام، لكن الشعب احتجّ بشدة ودعا إلى النفير العام وإعلان «الجهاد» ضد فرنسا. الصحف، وكذلك بعض الشخصيات العامة، اتهمت الملك فيصل بالتآمر والتعاون مع فرنسا. في 18 يوليو، وهو اليوم الأخير لقبول الإنذار، قبلت به المملكة السورية رسميًا «حقنًا للدماء، ومنعًا لدخول الحرب». وفي 20 يوليو أعلنت الوزارة رسميًا في القصر الملكي قبول الانتداب بكامله، وكان يوسف العظمة وزير الدفاع، قد أصدر أمر تسريح الجيش واحتفاظ المسرحين بسلاحهم في 19 يوليو. فخرج تزامنًا مع اجتماع الحكومة، الجنود المسرّحون من ثكناتهم، ومعهم أسلحتهم، وانضمت إليهم الجماهير الغاضبة، وسرت إشاعات بأن الحكومة اعتقلت شخصيات معارضة لها أمثال كامل القصاب، فاتجهت الجماهير إلى قلعة دمشق ثم حاصرتها واحتلتها وأطلق سراح المساجين. وبدأت أعمال نهب وسلب في المدينة، ولم تستطع قوات الشرطة السيطرة على الوضع، فأرسل الملك فيصل قوة عسكرية صغيرة قيادة أخيه الأمير زيد وياسين الهاشمي، وجرى إطلاق النار على المتظاهرين، وسقط حسب التقديرات 25 قتيل، و200 جريح.
تكرر الأمر ذاته في اليوم التالي، واستمرت الفوضى وحالة «الهرج» في دمشق، وفي 21 يوليو فوجئت الحكومة والمتظاهرين بزحف الجيش الفرنسي تجاه المدينة واحتلاله مجدل عنجر بعد أن انسحب منه الجيش السوري إثر حله، فعادت المظاهرات نتيجة هذا النبأ ونودي بسقوط الحكومة والملك، غير أن الجيش الفرنسي توقف عن التقدم في اليوم ذاته. توقفت المظاهرات، وشكلت قوة مسلحة تسليحًا خفيفًا من بقايا الجيش العثماني في الحرب العالمية الأولى، بقيادة وزير الدفاع يوسف العظمة، لتواجه فرنسا في معركة ميسلون. وفي اليوم التالي للمعركة، أي 25 يوليو، دخل الجيش الفرنسي دمشق، أما الملك فانتقل إلى الكسوة، ومكث بها حتى 28 يوليو، حين غادرها بالقطار إلى درعا ومنها إلى حيفا، فبريطانيا التي منحته عرش العراق لاحقًا.